# Todi zelený
Todi zelený (Todus todus) je malý pták z čeledi todiovitých obývající lesní porosty Jamajky.
Todi zelený dorůstá 11 cm, na horní straně je jasně zelený, spodinu těla má světlejší a hrdlo zářivě červené se světle modrými znaky po jeho stranách. Vzhledem k poměru těla má velkou hlavu a dlouhý, zašpičatělý zobák. Z vhodné pozorovatelny, kterou bývá nejčastěji větev, loví hmyz a jeho larvy, příležitostně se živí i plody. K hnízdění si ve strmých bahnitých březích v blízkosti vod hloubí dlouhou noru.